# 御油町 (豊川市)
御油町（ごゆちょう）は、愛知県豊川市の町名。

## 地理
豊川市西部に位置し、東は平尾町・国府町、西は御津町金野、南は国府町・御津町豊沢、北は赤坂町、北東は萩町に接する。
国道1号や県道368号、374号が通るほか、いわゆる姫街道の涯でもある。国道1号沿線にはロードサイド店舗が多い。豊川市西部地域を流れる音羽川は、御油町内では桜の名所となっている。

### 字一覧[5]
- 青木前（あおきまえ）
- 青戸（あおと）
- 池下（いけした）
- 池田（いけだ）
- 一ノ谷（いちのたに）
- 一ノ谷山（いちのたにさん）
- 一ノ坪（いちのつぼ）
- 一ノ橋（いちのはし）
- 一町田（いっちょうでん）
- 一本木（いっぽんぎ）
- 井ノ口（いのくち）
- 上ノ山（うえのやま）
- 上ノ山下（うえのやました）
- 後田（うしろだ）
- 姥山（うばやま）
- 大下河原（おおしもがわら）
- 欠下（かけした）
- 上河原（かみがはら）
- 河田（かわだ）
- 河原畑（かわらばた）
- 北沢（きたざわ）
- 木ノ下（きのした）
- 行力（ぎょうりき）
- 下り沢（くだりさわ）
- 汲ヶ谷（くみがだに）
- 栗木山（くりぎやま）
- 古御堂（こみどう）
- 米野（こめの）
- 小山（こやま）
- 今斉（こんさい）
- 五反（ごたん）
- 堺畑（さかいばた）
- 鷺坂（さぎざか）
- 笹原（ささはら）
- 下川原（しもがはら）
- 新丁（しんちょう）
- 膳ノ棚（ぜんのたな）
- 滝ヶ入（たきがいり）
- 筑前ヶ谷（ちくぜんがたに）
- 塚原山（つかはらやま）
- 当座山（とうざやま）
- 遠見山（とおみやま）
- 遠見山下（とおみやました）
- 中川原（なかかわら）
- 長谷（ながたに）
- 長谷山（ながたにさん）
- 並松（なみまつ）
- 西井領（にしいりょう）
- 西欠間（にしかけま）
- 西小深田（にしこふかだ）
- 西沢（にしざわ）
- 登り沢（のぼりざわ）
- 野山（のやま）
- 野山下（のやました）
- 橋際（はしきわ）
- 八面（はちめん）
- 八面前（はちめんまえ）
- 八面横（はちめんよこ）
- 東井領（ひがしいりょう）
- 東欠間（ひがしかけま）
- 東小深田（ひがしこふかだ）
- 東沢（ひがしざわ）
- 一重薮（ひとえやぶ）
- 桧沢（ひのきさわ）
- 炮六土（ほうろくど）
- 町裏（まちうら）
- 万福寺（まんぷくじ）
- 美世賜（みよし）
- 向山（むかいやま）
- 山ノ神（やまのかみ）
- 若宮（わかみや）

## 世帯数・人口
2022年（令和４年）9月30日現在の世帯数と人口は以下の通りである。
| 町丁   | 世帯数    | 人口    |
| ------ | --------- | ------- |
| 御油町 | 3,938世帯 | 9,164人 |

## 学区
|  |  |

| 番・番地等 | 小学校             | 中学校             | 高等学校普通科 |
| ---------- | ------------------ | ------------------ | -------------- |
| 全域       | 豊川市立御油小学校 | 豊川市立西部中学校 | 三河学区       |

## 歴史

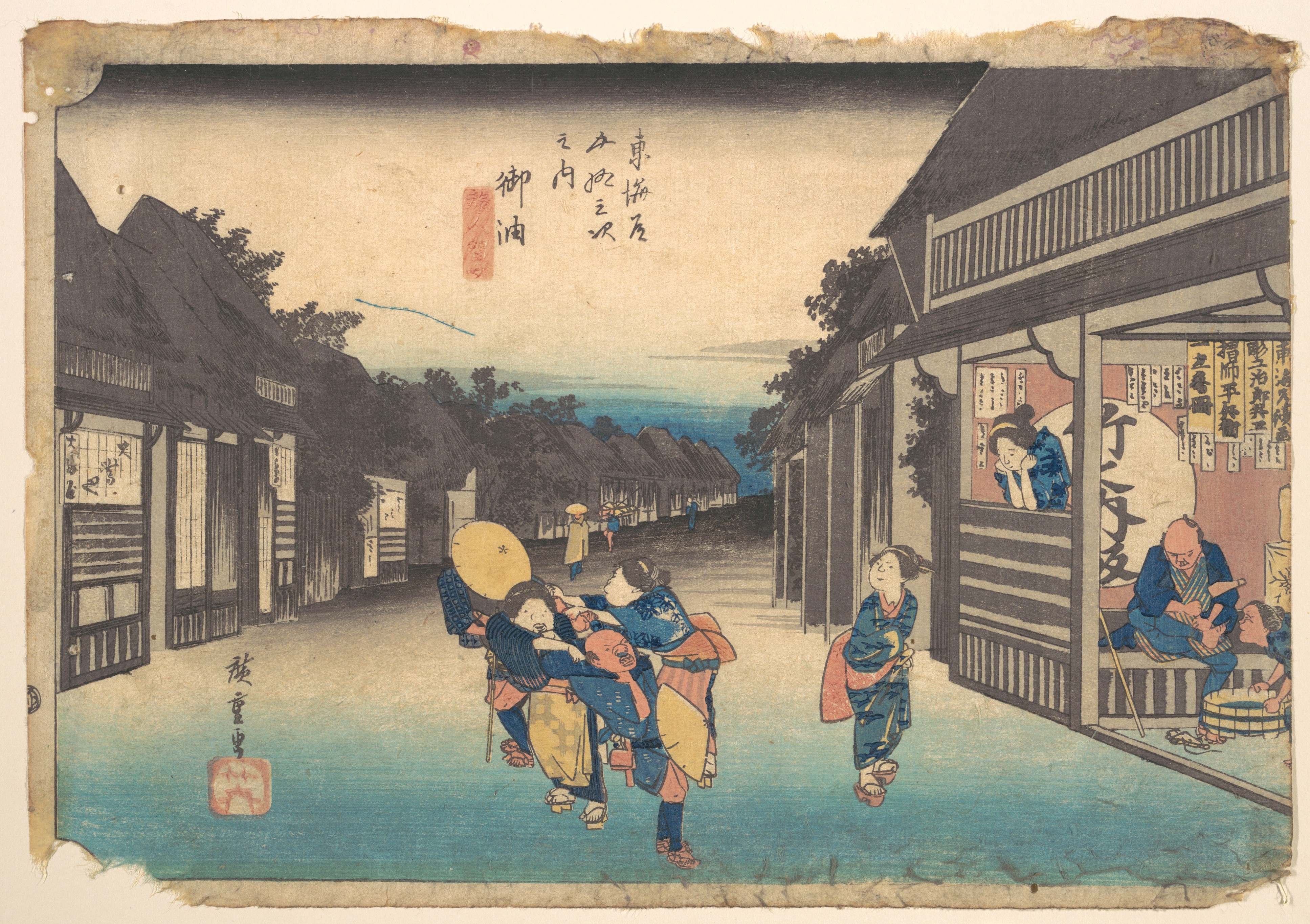
歌川広重『東海道五十三次・御油』

宝飯郡御油村を前身とする。旧東海道の宿場町御油宿を中心として発展した町である。

### 年表
- 1601年（慶長6年） - 御油宿が開設される。
- 1889年（明治22年）10月1日 - 町村制施行により、御油村が成立。
- 1892年（明治25年）1月29日 - 町制施行し、御油町となる。
- 1953年（昭和28年） - 愛知県は赤坂町、御油町、長沢村、萩村の2町2村による合併案を提示。この2町2村で宝北自治研究会を設立（翌年11月、宝北町村合併研究会に改称）。
- 1955年（昭和30年） - 御油町では豊川市との合併を望む声が多かったこともあり、御油町は宝北町村合併研究会より脱会。のち赤坂町、長沢村、萩村は1955年4月1日に合併し、音羽町となる。
- 1959年（昭和34年） - 音羽町との合併か豊川市との合併かで住民投票が行われ、豊川市との合併を選択。
- 1959年（昭和34年）4月1日 - 豊川市に編入され、豊川市御油町となって今に至る。

## 観光・史跡
|  |  |

- 御油宿
  - 御油の松並木（国の天然記念物）
- 音羽川

## 施設

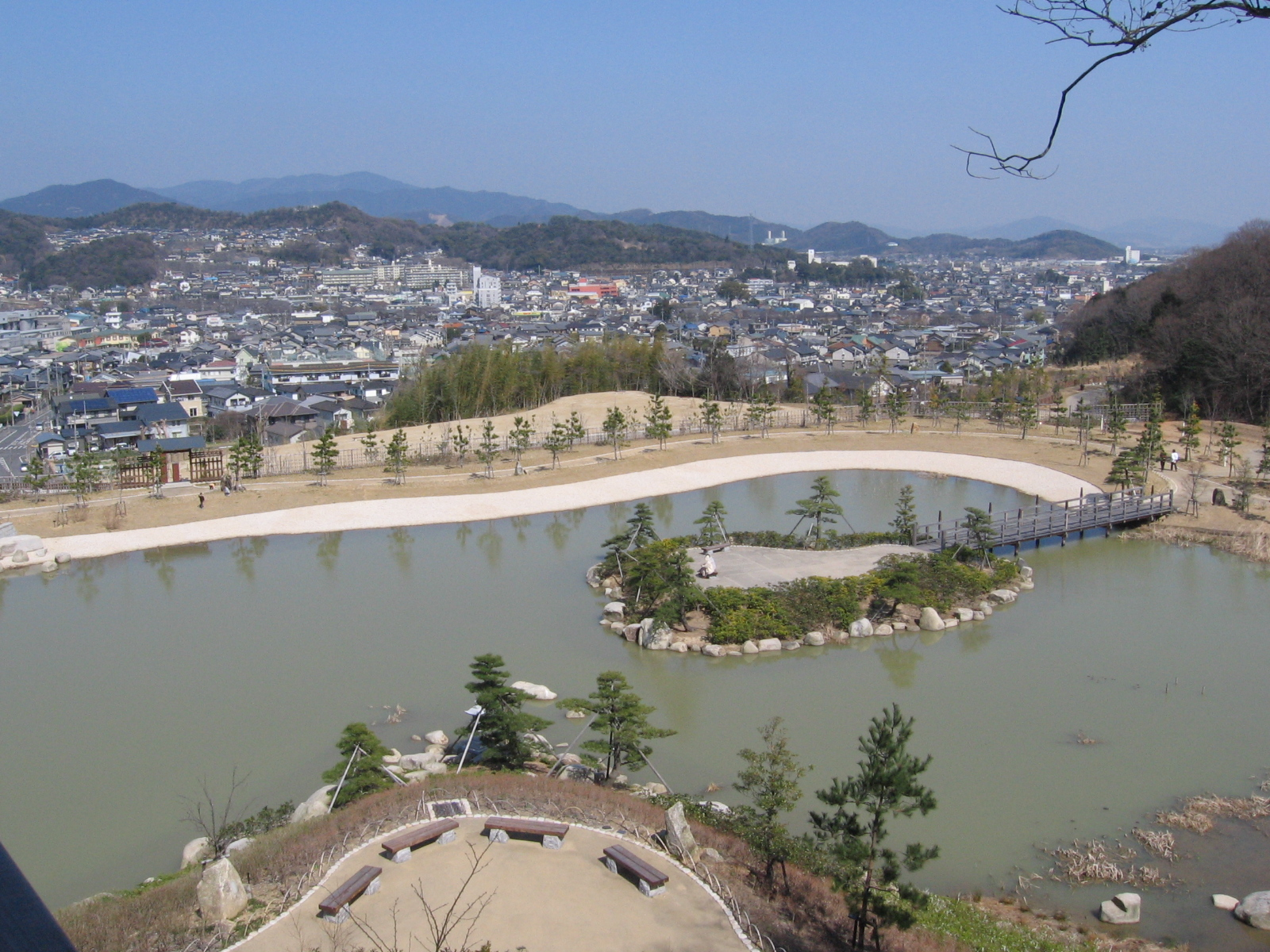
東三河ふるさと公園・修景庭園

- 豊川市立御油小学校
- 豊川市立御油保育園
- 御油の松並木資料館
- 御油生涯学習センター
- 東三河ふるさと公園(広域公園)
- 御油松並木公園(緑地)
- ヤマナカ御油店
- 豊川信用金庫御油支店
- 豊川市消防署西支所
- イチビキ第一工場
- 栗木山公園
- 一ノ坪公園
- 下河原公園
- 東山公園
- かけした公園

### 神社・仏閣
- 青木神社[7]
- 御油神社[8]
- 八面神社[9]
- 若宮八幡社[10]
- 清海寺[11]
- 東林寺[12]
- 法林寺[13]
- 玉林寺

## 交通

### 鉄道
- 名古屋鉄道名古屋本線
  - 御油駅

### バス
- 豊川市コミュニティバス
  - 音羽線

### 道路
- 国道1号
- 愛知県道5号国府馬場線
- 愛知県道368号豊川蒲郡線
- 愛知県道374号長沢国府線